# ジュヌヴィエーヴ・ジョワ
ジュヌヴィエーヴ・ジョワ（Geneviève Joy, 1919年10月4日 - 2009年11月27日）は、フランスのピアニスト。ジュヌヴィエーヴ・ジョワ・デュティユー（Geneviève Joy-Dutilleux）とも表記。

## 経歴
ソンム県ベルナヴィル生まれ。4歳の頃からピアノをはじめる。12歳でパリ音楽院に入学し、イヴ・ナットらの薫陶を受けた。1942年にパドルー管弦楽団と共演してデビューを飾る。
1945年にジャクリーヌ・ロバンとピアノ・デュオを組み、1990年までデュオを継続した。1946年にはアンリ・デュティユーと結婚し、デュティユーからピアノ・ソナタを献呈された。1952年からジャンヌ・ゴーティエとアンドレ・レヴィとでフランス三重奏団を結成していた。
パリにて没。